# Liste des communes françaises de l'Aube ayant changé de nom au cours de la Révolution
Pour un article plus général, voir Liste des communes françaises ayant changé de nom au cours de la Révolution.
Cet article présente la liste des communes françaises de l'Aube ayant changé de nom au cours de la Révolution.

## Aube
Les noms des communes qui ont conservé leur nom révolutionnaire sont surlignés en bleu ciel.
| Commune                                            | Nom révolutionnaire    | Notice Ehess-Cassini |
| -------------------------------------------------- | ---------------------- | -------------------- |
| Balnot-le-Châtel                                   | Balnot-sur-Laignes     | no 2528              |
| Bérulle                                            | Séant-en-Othe          | no 3909              |
| Braux                                              | Braux-sous-Pars        | no 5625              |
| Braux                                              | Braux-sur-Ravet        | no 5625              |
| Brienne-le-Château                                 | Brienne-le-Bourg       | no 5915              |
| Champ-au-Roy (Le)                                  | Champ-sur-Barse        | no 8019              |
| Courceroy                                          | La Motelle-sur-Seine   | no 10657             |
| Dierrey-Saint-Julien                               | Dierrey-Beaugué        | no 11815             |
| Dierrey-Saint-Pierre                               | Le Grand-Dierrey       | no 11816             |
| Droupt-Saint-Basle                                 | Droup-le-Grand         | no 12243             |
| Droupt-Sainte-Marie                                | Droup-le-Petit         | no 12244             |
| Estissac                                           | Lyébault-sur-Vanne     | no 13137             |
| Estissac                                           | Val-Libre              | no 13137             |
| Fontaine-Saint-Georges                             | Fontaine-les-Grès      | no 14213             |
| Isle-Aumont                                        | Isle                   | no 17479             |
| Jully-le-Châtel                                    | Jully-sur-Sarce        | no 18013             |
| Loge-Mesgrigny (La)                                | La Loge-aux-Chèvres    | —                    |
| Mesnil-la-Comtesse                                 | Mesnil-la-Liberté      | no 22201             |
| Mesnil-Saint-Loup                                  | Mesnil-Haut            | no 22283             |
| Mussy-l'Évêque                                     | Mussy-sur-Seine        | —                    |
| Paillot                                            | Thennelières           | —                    |
| Poivre-Sainte-Suzanne                              | Poivres                | no 27360             |
| Pont-le-Roi                                        | Pont-sur-Seine         | no 27621             |
| Rilly-Sainte-Syre                                  | Rilly-la-Raison        | no 29187             |
| Romilly-sur-Seine                                  | Romilly-Voltaire       | no 29547             |
| Saint-Aubin                                        | Corquelin              | no 30505             |
| Saint-Benoist-sur-Vanne                            | Courmorin              | no 30700             |
| Saint-Benoît-sur-Seine                             | Thurey                 | no 30683             |
| Saint-Hilaire (devenue Saint-Hilaire-sous-Romilly) | Montfayet              | no 32253             |
| Saint-Léger-sous-Margerie                          | Égalité-Bonne-Nouvelle | no 32952             |
| Saint-Loup-de-Buffigny                             | Buffigny               | no 33034             |
| Saint-Lupien                                       | Somme-Fontaine         | no 36504             |
| Saint-Mards-en-Othe                                | Mards-la-Montagne      | no 33171             |
| Saint-Nicolas (devenue Saint-Nicolas-la-Chapelle)  | Lugrand                | no 33778             |
| Saint-Phal                                         | Bel-Air                | no 34054             |
| Saint-Phal                                         | Belle-Vue              | no 34054             |
| Saint-Phal                                         | Bon-Air                | no 34054             |
| Sainte-Maure                                       | Mont-Bel-Air           | no 33525             |
| Vallant-Saint-Georges                              | Vallant-les-Fontaines  | no 38702             |
| Villeneuve-Mesgrigny (La)                          | La Villeneuve-au-Chêne | —                    |
| Villiers-sous-Praslin                              | Villiers-le-Merlet     | no 40679             |